# Дикомано
Дикома̀но (на италиански: Dicomano) е градче и община в централна Италия, провинция Флоренция, регион Тоскана. Разположено е на 162 m надморска височина. Населението на общината е 5777 души (към 2010 г.).